# Assan Bazayev
Assan Bazayev (em cazaque:  Асан Базаев, nascido em 22 de fevereiro de 1981) é um ex-ciclista olímpico cazaque, que competiu como profissional entre 2004 e 2013.